# 11-es busz (Tatabánya)
A tatabányai 11-es jelzésű autóbusz az Autóbusz-állomás és a Bányász körtér között közlekedik. A vonalat a T-Busz Tatabányai Közlekedési Kft. üzemelteti.

## Története
A buszvonalat 2018. január 1-jén indította el Tatabánya új közlekedési társasága, a T-Busz Kft, a korábbi 11-es busz útvonalát csak részben érintve.

## Útvonala
| Bányász körtér felé | Autóbusz-állomás felé |
| --- | --- |
| Autóbusz-állomás – Jedlik Ányos utca – Ond vezér utca – Győri út – Huba vezér utca – Győri út – Töhötöm vezér utca – Győri út – Rákóczi Ferenc út – Erdész utca – Dózsa György út – Bajcsy-Zsilinszky út – Kossuth Lajos utca – Árpád utca – Károlyi Mihály utca – Bárdos László utca – Omega Park – Bárdos László utca – Szent Borbála út – Semmelweis utca – dr. Mohi Rezső utca – Bányász körtér | Bányász körtér – dr. Mohi Rezső utca – Semmelweis utca – Szent Borbála út – Bárdos László utca – Omega Park – Bárdos László utca – Károlyi Mihály utca – Árpád utca – Összekötő út – Kossuth Lajos utca – Bajcsy-Zsilinszky út – Dózsa György út – Erdész utca – Rákóczi Ferenc út – Huba vezér utca – Győri út – Töhötöm vezér utca – Győri út – Ond vezér utca – Jedlik Ányos utca – Autóbusz-állomás |

## Megállóhelyei
| 0  | 0  | Autóbusz-állomás végállomás | 20 | 26 | 1, 1G, 2, 5, 5P, 6, 9, 9D, 10, 15, 16, 26, 26R, 50, 55, 57, 70 770, 804, 814, 822, 823, 824, 8400, 8402, 8403, 8406, 8410, 8423, 8432, 8435, 8436, 8437, 8441, 8442, 8462, 8463, 8464, 8465, 8466, 8467, 8472, 8479 1758, 1824, 1841, 1843, 1845, 1848, 1850, 1851 S10 G10 S12 IC, EC, EN, gyorsvonat, expresszvonat, |
| 2  | 2  | Piac tér                    | 28 | 24 | 2, 5P, 10, 15, 38, 38G, 55, 57 804, 8400, 8462, 8463, 8465, 8466, 8467 |
| 4  | 3  | Töhötöm vezér utca          | 26 | 23 | 2, 3, 3A, 3G, 3L, 5P, 10, 15, 38, 38G, 53, 53B, 53I, 57 804, 8400, 8462, 8463, 8465, 8466, 8467 |
| 8  | 6  | Mentőállomás                | 22 | 20 | 8, 8L, 8S, 18, 38, 38G, 51B, 52, 52I, 59, 59B |
| 9  | 7  | Erdész utca                 | 21 | 19 | 2, 9D, 26, 26R, 59I |
| 10 | 8  | Dózsakert utca              | 20 | 18 | 2, 9D, 26, 26R, 59I |
| 12 | 10 | Kórház                      | 18 | 16 | 1, 1G, 6, 8, 8L, 8S, 9, 16, 18, 38, 38G, 50, 57, 59B 770, 823, 8402, 8403, 8441, 8442, 8443, 8462, 8463, 8464, 8465, 8466, 8467 1758, 1824, 1841, 1843, 1845, 1846, 1848, 1851 |
| 13 | 11 | Kollégium                   | ∫  | ∫  | 1, 1G, 6, 8, 8L, 8S, 9, 18, 38, 38G, 50, 57, 59 |
| 14 | 12 | Madách Imre utca            | 16 | 14 | 1, 1G, 2, 6, 9, 9D, 16, 26, 26R, 50, 51B, 52, 52I, 57, 59I 8443 |
| 15 | 13 | Bajcsy-Zsilinszky utca      | 15 | 13 | 1, 1G, 6, 16, 26, 26R, 51B, 52, 52I |
| 17 | 14 | Kossuth Lajos utca          | 13 | 12 | 1, 1G, 4, 4E, 6, 16, 26, 26R, 51, 51B, 52, 52I |
| 18 | 15 | Árpád köz                   | 12 | 11 | 1, 1G, 4, 4E, 51, 51B, 52, 52I |
| 19 | 16 | Vágóhíd utca                | 11 | 10 | 1, 1G, 4, 4E, 51, 51B, 52, 52I |
| 20 | 17 | Eötvös utca                 | 10 | 9  | 1, 1G, 4, 4E, 51, 51B, 52, 52I |
| 22 | 19 | Omega Park                  | 8  | 7  | 1, 1G, 2, 4, 4E, 5, 5P, 6, 10, 15, 16, 52, 52I, 55 8410, 8442 |
| ∫  | ∫  | Kormányhivatal              | 7  | 6  | 1, 1G, 4, 4E, 5, 5P, 6, 10 822, 823, 824, 8406, 8410, 8423, 8432, 8435, 8436, 8437, 8442, 8443, 8472 |
| 25 | 21 | Szent Borbála út            | 6  | 6  | 1, 1G, 4, 4E, 5, 5P, 6, 10, 16, 51, 51B, 59B 822, 824, 8406, 8410, 8423, 8432, 8435, 8436, 8437, 8443, 8460, 8472 |
| 27 | 23 | Sportpálya                  | 4  | 4  | 1, 1G, 4, 4E, 5, 5P, 6, 10, 16, 51, 51B, 59B 822, 824, 8406, 8410, 8423, 8432, 8435, 8436, 8437, 8443, 8460, 8472 |
| 28 | 24 | Gőzfürdő                    | 3  | 3  | 1, 1G, 3, 3A, 3G, 3L, 4, 4E, 6, 8, 8L, 8S, 16, 18, 38, 38G, 51, 51B, 53B 8435, 8436 |
| 29 | 25 | Újtemető                    | 1  | 1  | 1, 1G, 3, 3A, 3G, 3L, 4, 4E, 6, 8, 8L, 8S, 16, 18, 38, 38G, 51, 51B, 53B |
| 30 | 26 | Bányász körtér végállomás   | 0  | 0  | 1, 3, 3A, 3G, 3L, 4, 4E, 6, 8, 8L, 8S, 16, 18, 36, 38, 38G, 51, 51B, 53B 8432, 8435, 8436 |